# Heterogamus excavatus
Heterogamus excavatus är en stekelart som beskrevs av Telenga 1941. Heterogamus excavatus ingår i släktet Heterogamus och familjen bracksteklar. Inga underarter finns listade i Catalogue of Life.